# هوندا لجند
هوندا لجند (Honda Legend) خودرویی است که از سال ۱۹۸۵ تا ۲۰۲۱ توسط شرکت خودروسازی هوندا تولید شده است.